# 威爾本鎮區 (阿肯色州克利本縣)
威爾本鎮區（英語：Wilburn Township）是位於美國阿肯色州克利本縣的一個行政鎮區。

## 地方資料
威爾本鎮區的面積為68.55平方千米，當中陸地面積為68.55平方千米，而水域面積為0.00平方千米。根據2010年美國人口普查的數據，當地共有人口350人，而人口密度為每平方千米5.11人。